# Víctor Font i Manté
Víctor Font i Manté (Granollers, 12 d'agost de 1972) és un empresari català, cofundador i CEO de Delta Partners Group, empresa de serveis professionals (consultoria estratègica, banca d'inversió i inversions) centrada en el sectors de telecomunicacions, mitjans de comunicació i tecnologia. És un dels fundadors del diari Ara, editat a Barcelona des de 2010. El 2018 va presentar la seva precandidatura a la presidència del Futbol Club Barcelona; però va ser superat per Joan Laporta a les eleccions celebrades el 2021.
Font va estudiar una llicenciatura d'administració i direcció d'empreses i un MBA a ESADE a Barcelona i va realitzar programa d'intercanvi en Gestió Internacional a la Universitat de Georgetown, Washington DC. Abans de fundar Delta Partners, Font va ser soci a Oliver Wyman (aleshores DiamondCluster) a São Paulo, Barcelona i Dubai, on va esdevenir membre del Comitè Executiu de l'empresa per a Europa, Amèrica Llatina i Orient Mitjà.
Víctor Font va anunciar el juny de 2018 que es presentaria com a candidat de la plataforma "Sí al futur" a les properes eleccions que se celebressin a la presidència del Futbol Club Barcelona, previstes inicialment per a l'estiu de 2021. El maig de 2015, Font ja havia presentat el seu projecte per al Futbol Club Barcelona, “Sí al futur”, on va detallar les línies mestres del model que creia que el club hauria de seguir. L'any 2010 va formar part de la candidatura de Marc Ingla a les eleccions del Futbol Club Barcelona. Font és accionista fundador (any 2010) i membre del consell d'administració i consell editorial del diari Ara. Està casat i té tres fills. Al 2018 residia a Dubai.

## Eleccions a la presidència del FC Barcelona de 2021
El gener de 2019, Font va anunciar la seva precandidatura per les XIV eleccions a la presidència del Futbol Club Barcelona, amb el lema ‘Sí al futur‘. El 2020, va ser un dels impulsors més actius de la moció de censura contra Josep Maria Bartomeu i, l'any següent, va quedar segon en les eleccions a la presidència del Barça, superat per Joan Laporta, qui obtingué un 54% dels vots, pel 30% de Font. Des de llavors, forma part de l'oposició.

## Controvèrsies
Va rebre una querella de banda de Deco arran d'unes declaracions seves en una entrevista amb Jordi Basté a RAC1 on denunciava que hi havia un conflicte d'interessos per part del director esportiu blaugrana, Deco, en el fitxatge de Vitor Roque, ja que segons Font, Deco havia ofert prèviament al jugador brasiler quan no tenia cap vinculació oficial amb el club i va ser després, quan ell ja exercia el càrrec, quan es va fer la incorporació.